# Physaria eburniflora
Physaria eburniflora är en korsblommig växtart som beskrevs av Reed Clark Rollins. Physaria eburniflora ingår i släktet Physaria och familjen korsblommiga växter. Inga underarter finns listade i Catalogue of Life.

## Bildgalleri

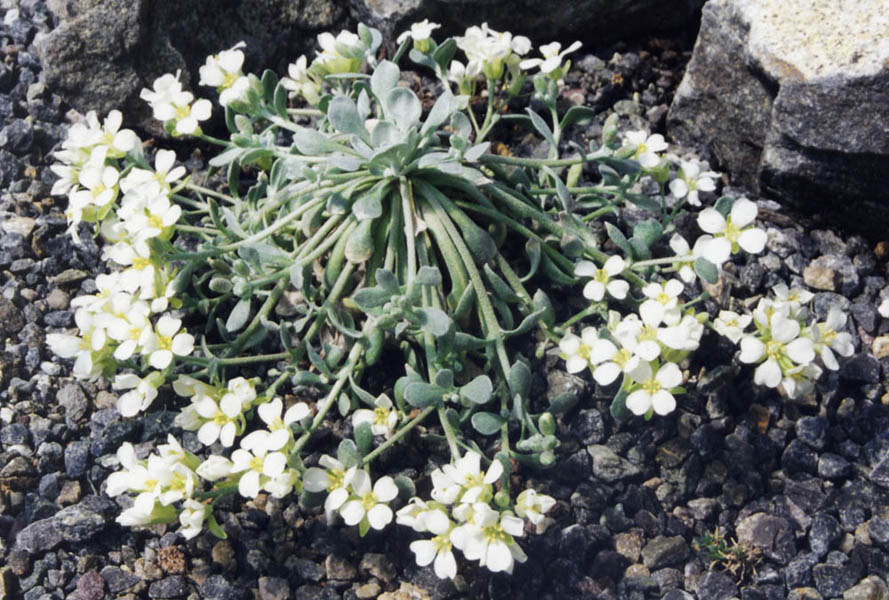